# Xinerama

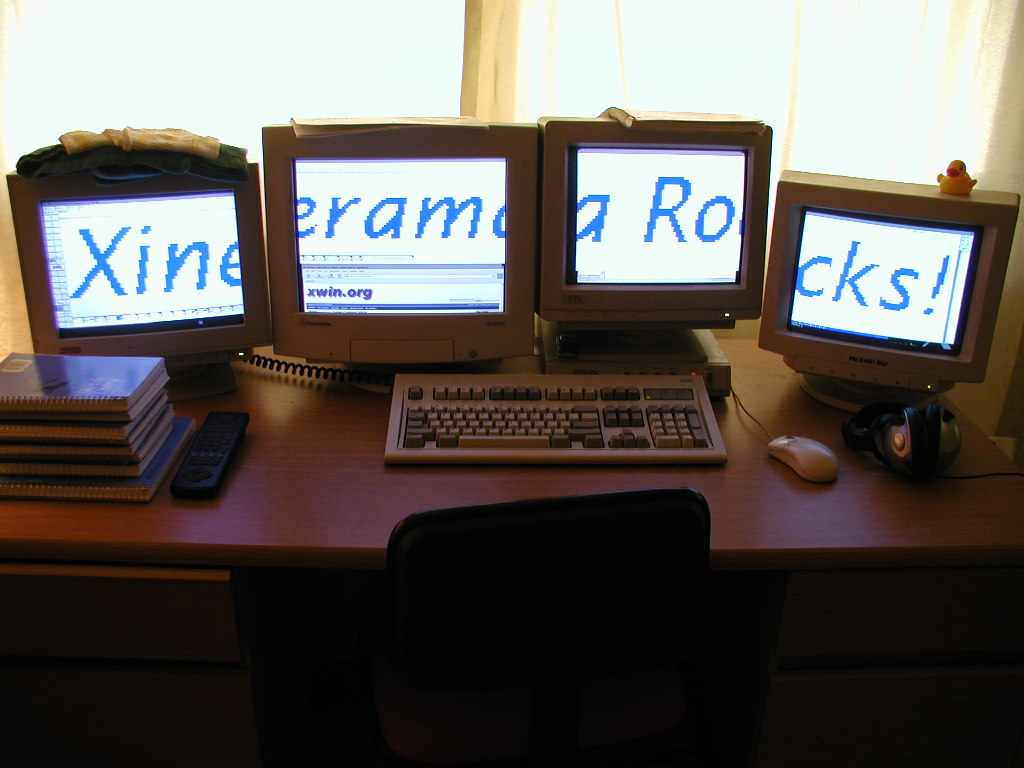
一つの xfig を四つのモニターで表示する Xinerama

Xinerama は Linux などの Unix系 OS で動作する X サーバの拡張であり、複数のディスプレイが大きな単独のディスプレイのように振る舞うことができるようになる。それにより、複数のモニター上に表示される大きなデスクトップを X Window System が使えるようになる。この拡張は XFree86/X.Org X11 リリース 6 バージョン 4.0 から存在する。

## 機能

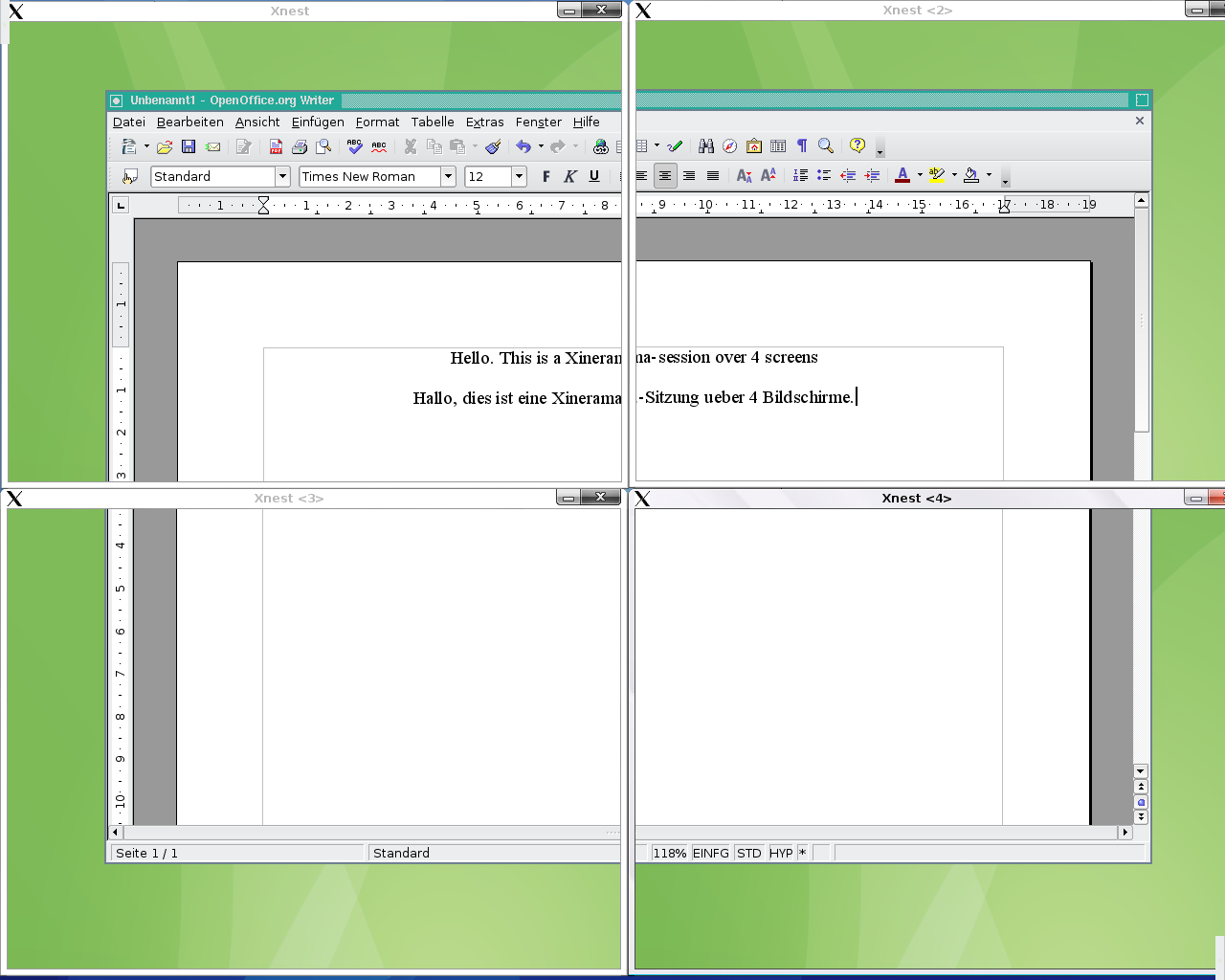
スクリーンは必ずしも本物のモニターである必要はない。Xnest により仮想スクリーンを作り、四つのモニターを使った Xinerama 構成のように振る舞うことができる。 この例では正方形に並べられ、ウィンドウを覆う四つのすべてのスクリーンが表示されている。

X Window System では原則的に任意の数のモニターが使える。しかし X Window System 内のこれらのスクリーンは独立したものとみなされる。これらは全く異なる性能を持つことができるので、例えば異なる解像度や色深度で表示できる。技術的に見ると個々のスクリーンは固有のルートウィンドウをもっている。X Window System ではルートウィンドウを除く個々のウィンドウには親ウィンドウが必要であり、なければ表示できない。Xinerama 拡張によりすべてのスクリーンは大きなウィンドウに統合され、ルートウィンドウを覆う大きなすべてのウィンドウが生じる。こうなるとウィンドウを好きなようにスクリーンに重ねられる。
互換性のあるウィンドウマネージャは Xinerama からモニター設定について通知を受ける。これらの情報により、個々のスクリーンの境界にウィンドウをスナップさせるなどの動作を行うことができる。